# 埃纳河畔泰龙
埃纳河畔泰龙（法語：Terron-sur-Aisne，法語發音：[tɛʁɔ̃ syʁ ɛn]）是法国阿登省的一个旧市镇，属于武济耶区。2016年，埃纳河畔泰龙与市镇弗里济并入市镇武济耶。

## 地理
埃纳河畔泰龙（49°27'10"N, 4°41'48"E）面积6.5 平方千米，位于法国大東部大區阿登省，该省份为法国北部内陆省份，西接埃纳省，南至马恩省，东临默兹省，北与比利时接壤。
与埃纳河畔泰龙接壤的市镇（或旧市镇、城区）包括：莱萨勒、旺迪、翁克、弗里济。

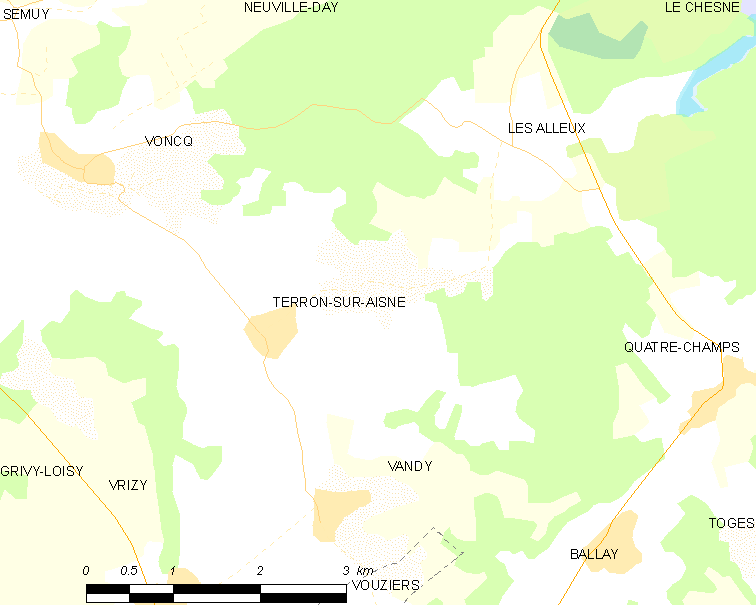
埃纳河畔泰龙的OSM定位图

埃纳河畔泰龙的时区为UTC+01:00、UTC+02:00（夏令时）。

## 行政
埃纳河畔泰龙的邮政编码为08400，INSEE市镇编码为08443。

## 政治
埃纳河畔泰龙所属的省级选区为武济耶县。

## 人口

1962-2008年间埃纳河畔泰龙人口变化图示

埃纳河畔泰龙于2018年1月1日时的人口数量为108人。